# Česká florbalová extraliga žen 2006/2007
Česká florbalová extraliga žen 2006/2007 byla 13. ročníkem nejvyšší ženské florbalové soutěže v Česku. Byl to první ročník extraligy žen. Dosud se soutěž jmenovala 1. liga.
V Extralize žen od této sezóny chyběl tradiční účastník a několikanásobný ženský mistr Tatran Střešovice, jehož hráčky vytvořily společný tým s Děkankou pod novým názvem 1. HFK CON INVEST Děkanka Praha.
Počet týmů se z důvodu zkvalitnění soutěže snížil ze 12 na 10. Čtvrtfinále bylo nahrazeno nadstavbou. V té prvních šest týmů základní části bojovalo o postup do semifinále, které se nově hrálo na tři vítězné zápasy.
Vítězem ročníku se poprvé stal tým 1. HFK CON INVEST Děkanka Praha, který ve finále porazil vítěze předchozích šesti ročníků, tým FBC Liberec ALIAZ Crazy Girls. Děkanka si vítězstvím zajistila účast na Euro Floorball Cupu, kde získala druhý český ženský bronz.
Nováčkem v soutěži byl tým FbK OA Opava, který postoupil z prvního místa v baráži v předchozím ročníku. Soutěž na 10 účastníků, po sloučení Tatranu a Děkanky, doplnil tým FBS Valoz Olomouc. Oba týmy hrály nejvyšší soutěž poprvé.
Opava svoji extraligovou účast neudržela. Dále po dvou sezónách sestoupil tým FBK Svitavy. Pro následující sezónu poprvé postoupil tým FBC Pepino Ostrava po vítězství v nižší lize.

## Základní část
| Poř. | Tým                             | Záp. | Výh. | VP | Rem. | PP | Pro. | Branky    | Body |
| ---- | ------------------------------- | ---- | ---- | -- | ---- | -- | ---- | --------- | ---- |
| 1.   | 1. HFK CON INVEST Děkanka Praha | 18   | 15   | 1  | 1    | 0  | 1    | 143 : 311 | 48   |
| 2.   | FbŠ EVVA Bohemians              | 18   | 12   | 2  | 1    | 0  | 3    | 106 : 401 | 41   |
| 3.   | FBC Liberec ALIAZ Crazy Girls   | 18   | 12   | 0  | 2    | 2  | 2    | 110 : 541 | 40   |
| 4.   | TJ JM Chodov                    | 18   | 12   | 0  | 2    | 0  | 4    | 184 : 541 | 38   |
| 5.   | 1. SC SSK Vítkovice             | 18   | 11   | 0  | 1    | 0  | 6    | 188 : 681 | 34   |
| 6.   | Bulldogs Brno                   | 18   | 7    | 0  | 1    | 0  | 10   | 174 : 831 | 22   |
| 7.   | Zone team SSK Future            | 18   | 5    | 0  | 0    | 1  | 12   | 172 : 108 | 16   |
| 8.   | FBS Valoz Olomouc               | 18   | 5    | 0  | 0    | 0  | 13   | 167 : 102 | 15   |
| 9.   | FBK Svitavy                     | 18   | 3    | 0  | 0    | 0  | 15   | 145 : 118 | 9    |
| 10.  | FbK OA Opava                    | 18   | 1    | 0  | 0    | 0  | 17   | 130 : 158 | 3    |

## Nadstavba
První šest týmů si v pětikolové nadstavbové části zahrálo o postup do semifinále play-off, kam postoupily jen čtyři nejlépe umístěná družstva.
| Poř. | Tým                             | Záp. | Výh. | VP | Rem. | PP | Pro. | Branky    | Body |
| ---- | ------------------------------- | ---- | ---- | -- | ---- | -- | ---- | --------- | ---- |
| 1.   | 1. HFK CON INVEST Děkanka Praha | 23   | 19   | 1  | 1    | 0  | 2    | 173 : 441 | 60   |
| 2.   | FbŠ EVVA Bohemians              | 23   | 16   | 2  | 1    | 0  | 4    | 128 : 551 | 53   |
| 3.   | FBC Liberec ALIAZ Crazy Girls   | 23   | 16   | 0  | 2    | 2  | 3    | 130 : 681 | 52   |
| 4.   | TJ JM Chodov                    | 23   | 13   | 0  | 2    | 0  | 7    | 103 : 791 | 44   |
| 5.   | 1. SC SSK Vítkovice             | 23   | 11   | 0  | 1    | 0  | 11   | 199 : 961 | 34   |
| 6.   | Bulldogs Brno                   | 23   | 8    | 0  | 1    | 0  | 14   | 187 : 109 | 25   |

## Vyřazovací boje

### Pavouk
|  | Semifinále (na zápasy)        | Semifinále (na zápasy)        |                      |   | Finále (na zápasy) | Finále (na zápasy) |
|  |                               |                               |                      |   |                    |                    |
|  |                               |                               |                      |   |                    |                    |
|  | 1. HFK Děkanka Praha          | 3                             |                      |   |                    |                    |
|  | 1. HFK Děkanka Praha          | 3                             |                      |   |                    |                    |
|  | TJ JM Chodov                  | 0                             |                      |   |                    |                    |
|  | TJ JM Chodov                  | 0                             | 1. HFK Děkanka Praha | 3 |                    |                    |
|  |                               |                               | 1. HFK Děkanka Praha | 3 |                    |                    |
|  |                               | FBC Liberec ALIAZ Crazy Girls | 0                    |   |                    |                    |
|  | FbŠ EVVA Bohemians            | FBC Liberec ALIAZ Crazy Girls | 0                    | 0 |                    |                    |
|  | FbŠ EVVA Bohemians            |                               |                      | 0 |                    |                    |
|  | FBC Liberec ALIAZ Crazy Girls | 3                             |                      |   |                    |                    |

### Semifinále
1. HFK CON INVEST Děkanka Praha – TJ JM Chodov 3 : 0 na zápasy
- 24. 3. 2007, Děkanka – Chodov 3 : 01 (1:0, 1:0, 1:0)
- 25. 3. 2007, Děkanka – Chodov 7 : 21 (2:0, 3:1 2:1)
- 31. 3. 2007, Chodov – Děkanka 1 : 11 (1:2, 0:2, 0:7)

FbŠ EVVA Bohemians – FBC Liberec ALIAZ Crazy Girls 0 : 3 na zápasy
- 24. 3. 2007, Bohemians – Liberec 1 : 7 (0:4, 0:1 1:2)
- 25. 3. 2007, Bohemians – Liberec 2 : 4 (1:1, 1:2 0:1)
- 31. 3. 2007, Liberec – Bohemians 3 : 1 (1:1, 0:0, 2:0)

### Finále
1. HFK CON INVEST Děkanka Praha – FBC Liberec ALIAZ Crazy Girls 3 : 0 na zápasy
- 17. 4. 2007, 17:30 Děkanka – Liberec 3 : 1 (0:0, 2:0, 1:1)
- 19. 4. 2007, 14:00 Děkanka – Liberec 8 : 5 (2:2, 3:2, 3:1)
- 14. 4. 2007, 20:00 Liberec – Děkanka 2 : 5 (1:1, 1:0, 0:4)

### Konečná tabulka
| Pořadí           | Tým                             |
| ---------------- | ------------------------------- |
| Zlatá medaile    | 1. HFK CON INVEST Děkanka Praha |
| Stříbrná medaile | FBC Liberec ALIAZ Crazy Girls   |
| Bronzová medaile | FbŠ EVVA Bohemians              |
| 4.               | TJ JM Chodov                    |

## Boje o udržení
Hrály týmy na 7.–10. místě po základní části dvakrát každý s každým. Započítávaly výsledky utkání i ze základní části. První dvě mužstva zůstala v Extralize, další dvě sestoupila.
- 17. 2. 2007, Future – Opava 6 : 3 (1:1, 4:1, 1:1)
- 17. 2. 2007, Olomouc – Svitavy 1 : 1 p (0:1, 1:0, 0:0, 0:0)
- 24. 2. 2007, Svitavy – Future 3 : 3 p (1:1, 0:1, 2:1, 0:0)
- 24. 2. 2007, Opava – Olomouc 0 : 5 (0:2, 0:1, 0:2)
- 13. 3. 2007, Olomouc – Future 4 : 3 (0:2, 1:1, 3:0)
- 13. 3. 2007, Opava – Svitavy 2 : 3 p (0:0, 2:2, 0:0, 0:1)
- 10. 3. 2007, Opava – Future 2 : 5 (0:2, 1:1, 1:2)
- 10. 3. 2007, Svitavy – Olomouc 3 : 2 (1:0, 2:1, 0:1)
- 17. 3. 2007, Future – Svitavy 7 : 3 (3:1, 1:1, 3:1)
- 18. 3. 2007, Olomouc – Opava 5 : 2 (2:0, 1:1, 2:1)
- 24. 3. 2007, Future – Olomouc 3 : 4 (0:2, 2:2, 1:0)
- 24. 3. 2007, Svitavy – Opava 6 : 3 (2:0, 0:2, 4:1)

| Poř. | Tým                  | Záp. | Výh. | VP | Rem. | PP | Pro. | Branky   | Body |
| ---- | -------------------- | ---- | ---- | -- | ---- | -- | ---- | -------- | ---- |
| 7.   | FBS Valoz Olomouc    | 24   | 9    | 0  | 1    | 0  | 14   | 87 : 114 | 28   |
| 8.   | Zone team SSK Future | 24   | 7    | 0  | 1    | 1  | 14   | 99 : 127 | 26   |
| 9.   | FBK Svitavy          | 24   | 5    | 1  | 2    | 0  | 17   | 64 : 135 | 19   |
| 10.  | FbK OA Opava         | 24   | 1    | 0  | 0    | 1  | 22   | 42 : 188 | 4    |

## Nejužitečnější hráčky
Nejužitečnějšími hráčkami Extraligy byly zvoleny:
1. Ilona Novotná (1. HFK CON INVEST Děkanka Praha)
2. Dana Bursová (FBC Liberec ALIAZ Crazy Girls)
3. Lenka Bartošová a Hana Kalousová (1. HFK CON INVEST Děkanka Praha)